# Remolins de Naruto
|  | Per a altres significats, vegeu «Naruto (desambiguació)». |

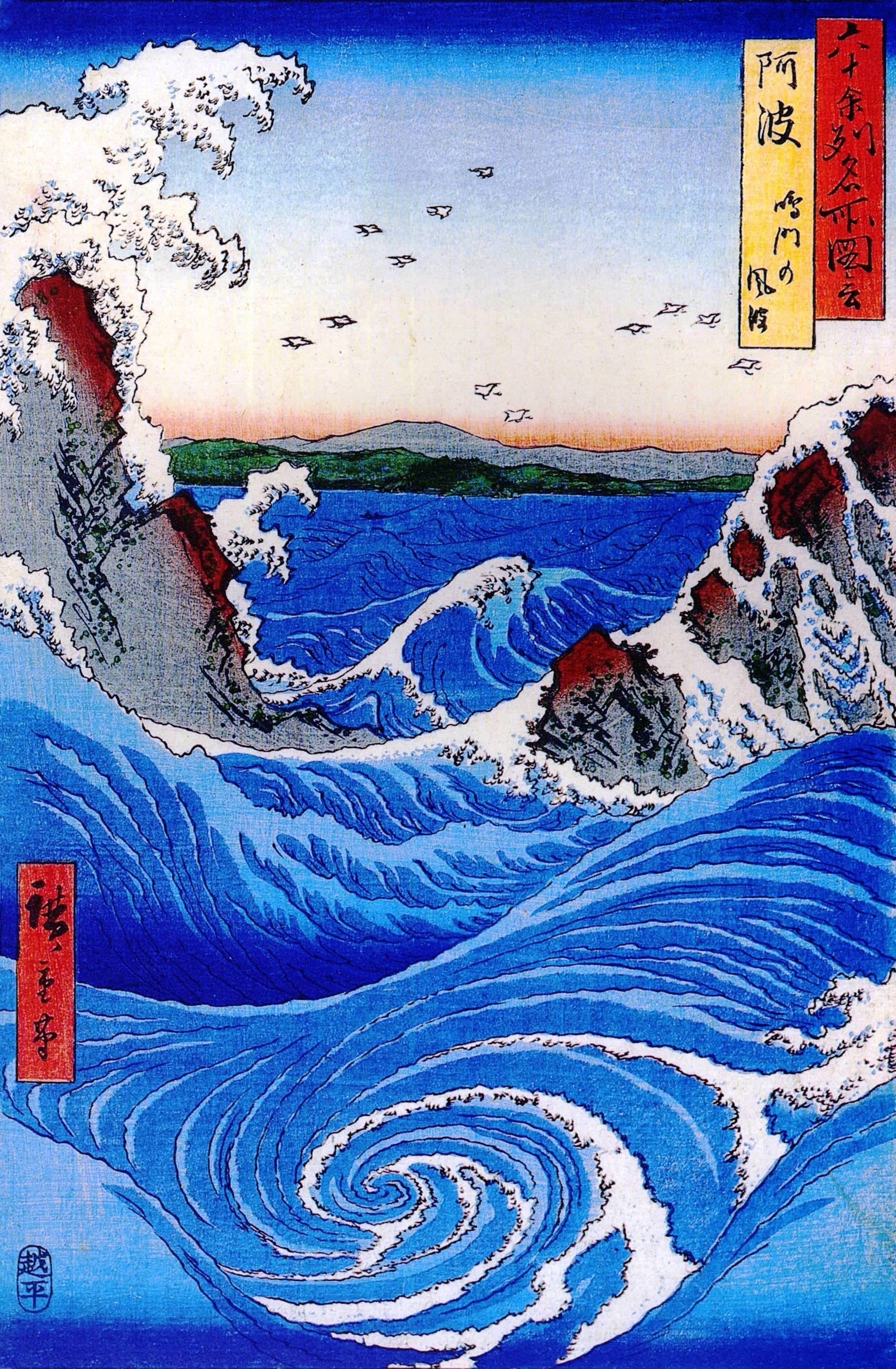
Remolins de Naruto en una impressió ukiyo-e d'Andō Hiroshige.

Els remolins de Naruto (鳴門の渦潮, Naruto no Uzushio) són uns remolins a l'estret de Naruto (el canal entre Naruto i l'illa d'Awaji), al Japó. L'estret entre Naruto i l'illa d'Awaji té una amplada d'uns 13 km, i connecta el mar interior de Seto amb l'oceà Pacífic.
La marea mou grans quantitats d'aigua cap i des del mar interior dues vegades al dia. La marea pot crear una diferència en el nivell d'aigua de fins a 15 metres entre el mar interior i el Pacífic. A causa de la poca amplada de l'estret, la marea fa passar l'aigua a través del canal de Naruto a una velocitat de 13 a 15 km/h quatre cops al dia, dues vegades per cada sentit. Durant les marees de primavera, la velocitat de l'aigua pot arribar fins als 20 km/h, creant vòrtexs de fins a 20 metres de diàmetre.
Els remolins es poden observar des de vaixells, o des del pont d'Ōnaruto (Gran Pont de Naruto) que creua l'estret. El pont penjant té una longitud total d'1.629 metres, i una altura de 41 metres sobre el nivell del mar. També es poden veure els remolins des de la costa de l'illa d'Awaji.
Els remolins van inspirar el nom del personatge de manga Uzumaki Naruto del manga Naruto. Uzumaki (うずまき) que vol dir remolí i Naruto (referint-se al pont d'Ōnaruto).

## Galeria

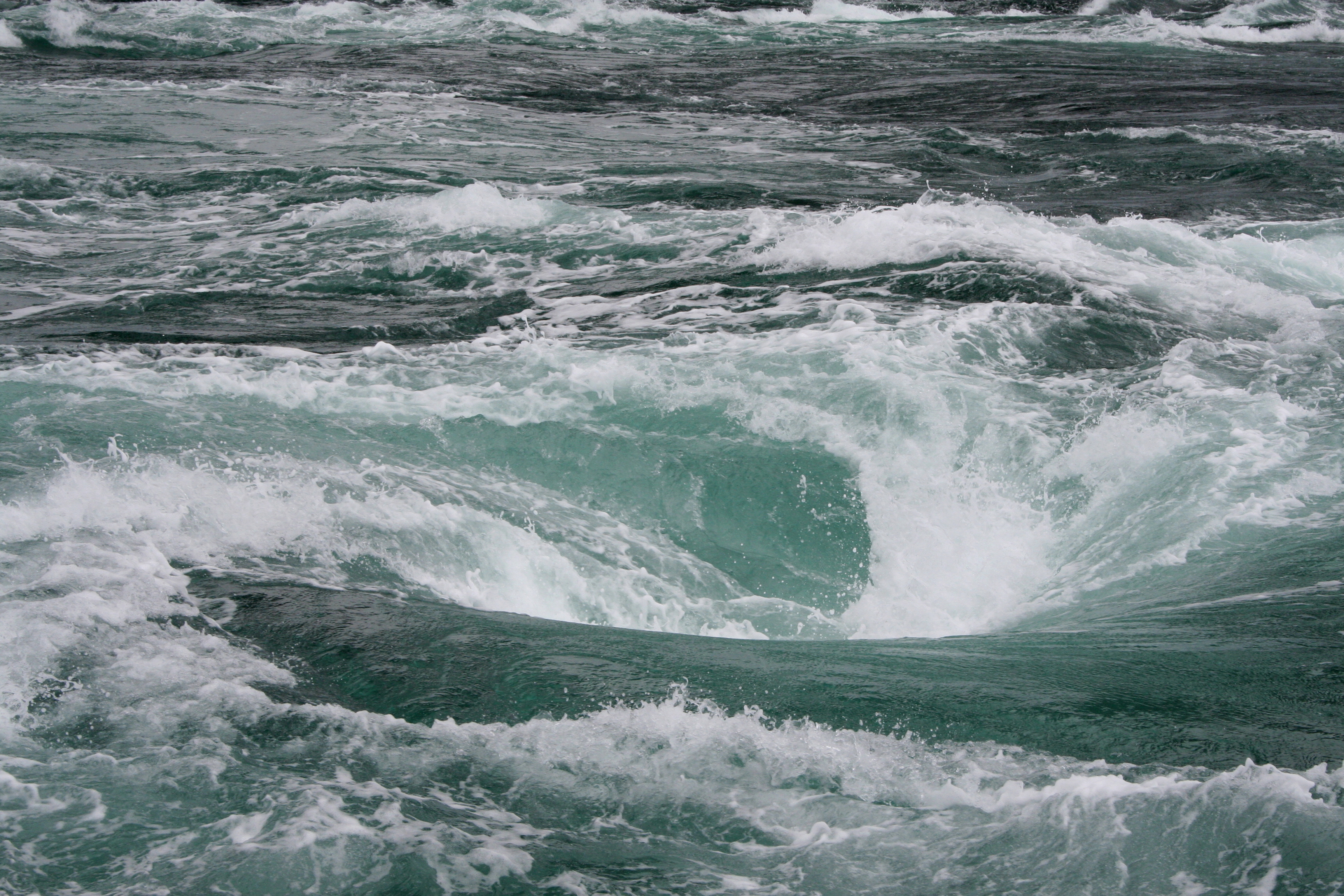
Remolins de Naruto vists des d'un vaixell.
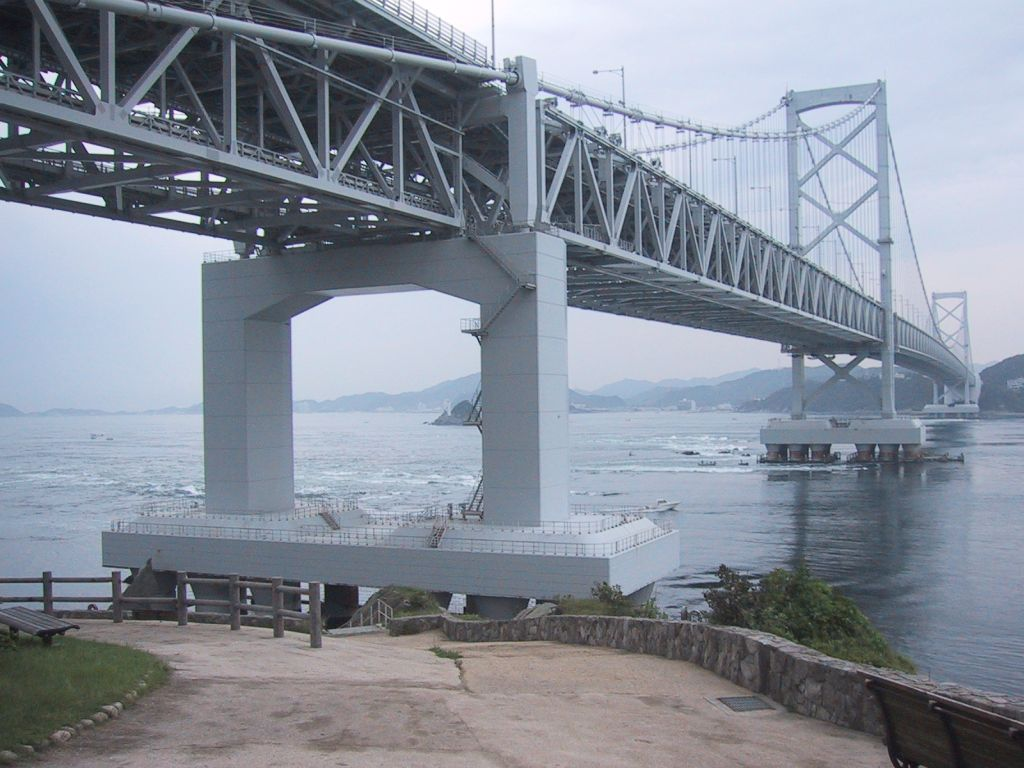
Pont d'Ōnaruto